# Johannes Bellmann
Johannes Bellmann (* 1965 in Telgte) ist ein deutscher Erziehungswissenschaftler und Hochschullehrer an der Universität Münster.

## Leben
Nach der Promotion 1999 im Fach Erziehungswissenschaft an der Universität Münster und der Habilitation 2006 im Fach Erziehungswissenschaft an der Humboldt-Universität zu Berlin (Lehrbefähigung für das Fach Erziehungswissenschaft) wurde er von 2005 bis 2008 Professor für Allgemeine Pädagogik an der PH Freiburg, von 2008 bis 2009 Professor für Allgemeine Erziehungswissenschaft an der Universität Erfurt und ist seit 2009 Professor für Allgemeine Erziehungswissenschaft an der Universität Münster.
Seine Forschungsschwerpunkte sind Theoriebildung in der Allgemeinen Erziehungswissenschaft, sozialtheoretische Grundlagen der Erziehungswissenschaft, Geschichte der Erziehungswissenschaft, insbesondere Pragmatismusrezeption in der Erziehungswissenschaft, sowie Bildungsökonomie und Bildungspolitik, insbesondere Forschung zur Neuen Steuerung im Bildungssystem.
Seit 2021 ist er Geschäftsführender Herausgeber der Zeitschrift für Pädagogik.

## Schriften (Auswahl)
- John Deweys naturalistische Pädagogik. Argumentationskontexte, Traditionslinien. Paderborn 2007, ISBN 3-506-76332-6.
- mit Jörg Ruhloff (Hrsg.): Perspektiven allgemeiner Pädagogik. Dietrich Benner zum 65. Geburtstag. Weinheim 2006, ISBN 3-407-32070-1.
- mit Thomas Müller (Hrsg.): Wissen, was wirkt. Kritik evidenzbasierter Pädagogik. Wiesbaden 2011, ISBN 978-3-531-17688-8.
- mit Hans Merkens (Hrsg.): Bildungsgerechtigkeit als Versprechen. zur Rechtfertigung und Infragestellung eines mehrdeutigen Konzepts. Münster 2019, ISBN 3-8309-3958-2.